# Ciment sulfo-alumineux
Le ciment sulfo-alumineux ou ciment de sulfo-aluminate (CSA) a été inventé en 1936 comme additif expansif pour compenser le retrait du béton et du mortier à base de ciment Portland. Les ciments sulfo-alumineux sont un mélange de clinker sulfo-alumineux et de gypse ou d'anhydrite pour calmer sa prise. Les caractéristiques chimiques de ces ciments sont proches des ciments alumineux et sont adaptées à la formulation de produits du second œuvre (mortiers spéciaux, colles, etc.) mais aussi à la réalisation de bétons spéciaux. Les volumes consommés restent anecdotiques par rapport au ciment Portland. Aujourd'hui, seule la société Vicat est productrice de ciments sulfo-alumineux en France.

## Types
Différents sulfo-alumineux existent :
- le ciment sulfo-alumineux alitique contenant simultanément de la ye'elimite (en) et de l’alite (C3S), mais sans bélite ;
- le ciment ye'elimitique est constitué d’un mélange de ye'elimite (15-50 %), de sulfosilicate de calcium ou sulfopurrite et d’anhydrite, mais ne contient pas d'alite ;
- le ciment sulfo-alumineux bélitique est principalement constitué de ye'elimite et de bélite et ne contient pas d’alite[1].

## Caractéristiques
Le ciment sulfo-alumineux est surtout utilisé en Chine depuis les années 1950. Il a été initialement développé pour pouvoir bétonner par temps froid et rapidement. Le ciment sulfo-alumineux a pour caractéristiques :
- une empreinte carbone réduite de l'ordre de 30 % par rapport au ciment Portland ;
- une montée en résistance rapide et une résistance à deux jours élevée ;
- une bonne résistance mécanique à long terme ;
- un faible retrait ;
- une faible alcalinité[2] ;
- une faible perméabilité ;
- une durabilité éprouvée en environnent agressif (chlorures et sulfates) ;
- une insensibilité à de nombreux inhibiteurs de prise, notamment Pb, Zn.

L'hydratation et les produits d'hydratation de ce ciment sont différents de celle du ciment portland, en effet sa résistance mécanique est due à la formation d'ettringite et non à celle de silicates de calcium hydratés (C-S-H).